# Béatrice Schönberg
Pour les articles homonymes, voir Schönberg.
Béatrice Schönberg, née le 9 mai 1953 à Paris, est une journaliste et animatrice de télévision française.

## Biographie

### Famille et formation
Elle est née Béatrice Szabó de parents d'origine hongroise. Elle épouse le chanteur-compositeur Claude-Michel Schönberg en 1979. De ce mariage, naissent deux enfants. Le couple divorce,.
En juillet 2005, elle épouse, à Rueil-Malmaison (Hauts-de-Seine), l'homme politique Jean-Louis Borloo, président du Parti radical et ministre de 2002 à 2010. Au moment de l'élection présidentielle de 2007, ses fonctions de présentatrice du journal télévisé sont suspendues afin de se conformer à la jurisprudence Anne Sinclair.

### Débuts de carrière
Après avoir commencé comme pigiste de presse, Béatrice Schönberg entre à Europe 1 en 1980 avant de travailler pour La Cinq en 1987. Elle est notamment correspondante en Russie puis coprésentatrice du Journal de 20 heures avec Gilles Schneider. À l'époque, elle anime aussi l'émission de débat Histoires vraies, toujours avec Gilles Schneider.
En 1992, après la disparition de La Cinq, elle entre à TF1 comme rédactrice en chef. Elle y anime de nombreux magazines comme par exemple Télé-Vision et devient le joker des JT de 20 heures du week-end jusqu'en 1997.

### 1997 - 2007: les journaux du week-end sur France 2
Béatrice Schönberg rejoint France 2 le 17 octobre 1997. Elle est la présentatrice des journaux télévisés de fin de semaine sur France 2.
Le 25 février 2007, Béatrice Schönberg présente son dernier journal télévisé, remplacée par Laurent Delahousse. Ce remplacement, d'abord présenté comme provisoire pour éviter toute polémique durant la campagne pour l'élection présidentielle puisqu'elle est l'épouse du ministre Jean-Louis Borloo, devient définitif fin mai avec la nomination de Jean-Louis Borloo comme ministre. Les médias observent alors qu'elle ne fait que respecter la jurisprudence Anne Sinclair, du nom d'une autre journaliste, Anne Sinclair, qui avait démissionné quatre ans plus tôt dans une situation proche.

### 2007-2013: animatrice sur France 2
De octobre 2007 à 2009, Béatrice Schönberg anime le magazine Les 100 qui font bouger la France (rebaptisé Ils font bouger la France en 2008) sur France 2.
D'octobre 2009 à avril 2011, elle anime le magazine de société Prise Directe diffusé en première partie de soirée sur France 2 (magazine critiqué par exemple par Samuel Gontier, un journaliste de Télérama, sur son aspect qu'il juge racoleur et sur sa façon d'exploiter des problèmes sociaux pour en faire une nouvelle formule de téléréalité) ainsi que le magazine hebdomadaire Hors-Série en alternance avec Marie Drucker sur France 3. Fin mars 2011, le groupe France Télévisions souhaitant que chaque visage soit clairement associé à une seule de ses chaînes, elle abandonne ses activités sur France 3, remplacée par Samuel Étienne.
De septembre 2011 à mai 2013, elle anime le magazine mensuel Histoires en série en première partie de soirée sur France 2.
Depuis septembre 2013, Béatrice Schönberg se consacre à des documentaires pour France 2 à travers sa société de production, Chrysalide.

## Distinction
Le 14 novembre 2000, Béatrice Schönberg est nommée au grade de chevalier dans l'ordre national du Mérite au titre de « présentatrice de journaux télévisés ; 22 ans d'activités professionnelles ».

## Filmographie
- 2005 : L'Antidote de Vincent de Brus (la présentatrice du journal de 20 heures de France 2)
- 2009 : La Fille du RER d'André Téchiné (la présentatrice du journal de 20 heures de France 2)

## Émissions en tant que présentatrice
- 1990-1991 : Histoires vraies (La Cinq)
- 1991-1992 : Journal de 20 heures (La Cinq)
- 1992-1995 : Télé-Vision (TF1)
- 1992-1995 : Le Droit de savoir (TF1)
- 1995-1996 : Ça va plutôt bien[13],[14] (TF1)
- 1995 : Journal de 13 heures (TF1)
- 1995-1997 : Journal de 20 heures (TF1)
- 1996-1997 :  Mode de vie (TF1)
- 1997-2007 : Journal de 20 heures (France 2)
- 1998-2007 : Journal de 13 heures (France 2)
- 2007-2009 : Les 100 qui font bouger la France puis Ils font bouger la France (France 2)
- 2009-2011 : Hors-Série (France 3)
- 2009-2011 : Prise Directe (France 2)
- 2011-2013 : Histoires en série (France 2)